# Eleições estaduais em Rondônia em 2018
As eleições estaduais no Rondônia em 2018 foram realizadas em 7 de outubro, como parte das eleições gerais no Brasil. Os eleitores aptos a votar irão eleger seus representantes na seguinte proporção: oito deputados federais, dois senadores e vinte e quatro deputados estaduais. Também escolherão o Presidente da República e o Governador para o mandato que se inicia em 1° de janeiro de 2019 e termina em 31 de dezembro de 2022. De acordo com a Legislação, no caso nenhum dos candidatos aos cargos do Poder Executivo (presidente e governador) atingir mais de 50% dos votos válidos, um segundo turno foi realizado em 28 de outubro, com Marcos Rocha eleito.

## Resultado da eleição para governador

### Primeiro turno
| Candidatos a governador do estado                      | Candidatos a vice-governador          | Número | Coligação                                                                        | Votação | Percentual |
| ------------------------------------------------------ | ------------------------------------- | ------ | -------------------------------------------------------------------------------- | ------- | ---------- |
| Expedito Júnior PSDB                                   | Maurício de Moraes PSDB               | 45     | Rondônia, esperança de um novo tempo (PSDB, DEM, PSD, PR, PRB e PATRI)           | 241.885 | 31,59%     |
| Marcos Rocha PSL                                       | Zé Jordan PSL                         | 17     | PSL (sem coligação)                                                              | 183.691 | 23,99%     |
| Mauro de Carvalho MDB                                  | Wagner Garcia de Freitas MDB          | 15     | Rondônia, unidos somos fortes (MDB, PODE, PMN, PSC, PCdoB, PHS, PROS e PV)       | 173.690 | 22,69%     |
| Vinicius Miguel REDE                                   | Jayme Gilmar Kalb PPS                 | 18     | Por uma Rondônia que queremos (REDE, PPS e PRP)                                  | 110.585 | 14,44%     |
| Nascimento Antônio da Silva (Pimenta de Rondônia) PSOL | Paulo Daniel Araújo Benito PT         | 50     | Sem medo de ser feliz (PSOL, PT e PCB)                                           | 36.982  | 4,83%      |
| Charlon da Rocha Silva PRTB                            | Fábio Alexandre Santos França PRTB    | 28     | PRTB (sem coligação)                                                             | 18.809  | 2,46%      |
| Pedro Nazareno Oliveira da Silva PSTU                  | Maria de Nazaré de Souza Mendes PSTU  | 16     | PSTU (sem coligação)                                                             | 0       | 0,00%      |
| Acir Gurgacz PDT                                       | Neodi Carlos Francisco de Oliveira DC | 12     | Juntos por um novo tempo para Rondônia (PDT, DC, PP, PSB, AVANTE, PTC, PTB e SD) | 0       | 0,00%      |
| Valclei Queiroz da Silva PMB                           | Anderson Cleiton Dias de Oliveira PMB | 35     | PMB (sem coligação)                                                              | 0       | 0,00%      |

### Segundo turno
| Candidatos a governador do estado | Candidatos a vice-governador | Número | Coligação                                                              | Votação | Percentual |
| --------------------------------- | ---------------------------- | ------ | ---------------------------------------------------------------------- | ------- | ---------- |
| Marcos Rocha PSL                  | Zé Jodan PSL                 | 17     | PSL (sem coligação)                                                    | 530.188 | 66,34%     |
| Expedito Júnior PSDB              | Maurício de Moraes PSDB      | 45     | Rondônia, esperança de um novo tempo (PSDB, DEM, PSD, PR, PRB e PATRI) | 269.032 | 33,66%     |

## Resultado da eleição para senador
| Candidatos a senador da República  | Candidatos suplente                                                   | Número | Coligação                                                                        | Votação | Percentual |
| ---------------------------------- | --------------------------------------------------------------------- | ------ | -------------------------------------------------------------------------------- | ------- | ---------- |
| Marcos Rogério DEM                 | Samuel Pereira de Araújo PSDB Severino Ramos Marcelino da Silva DEM   | 255    | Rondônia, esperança de um novo tempo (PSDB, DEM, PSD, PR, PRB e PATRI)           | 324.939 | 24,06%     |
| Confúcio Moura MDB                 | Maria Eliza de Aguiar e Silva MDB Carlos Milton Morais MDB            | 152    | Rondônia, unidos somos fortes (MDB, PODE, PMN, PSC, PCdoB, PHS, PROS e PV)       | 230.361 | 17,06%     |
| Jaime Bagattoli PSL                | João Cipriano Nascimento Filho PSL Luiz Carlos Matana PSL             | 177    | PSL (sem coligação)                                                              | 212.077 | 15,70%     |
| Jesualdo Pires PSB                 | Júlio César Rios Júnior PSB Jair Eugênio Marinho PDT                  | 400    | Juntos por um novo tempo para Rondônia (PDT, DC, PP, PSB, AVANTE, PTC, PTB e SD) | 195.641 | 14,49%     |
| Carlos Magno PP                    | Ivone Cassol PP Édson Luís de Melo Depieri PTC                        | 111    | Juntos por um novo tempo para Rondônia (PDT, DC, PP, PSB, AVANTE, PTC, PTB e SD) | 163.859 | 12,13%     |
| Valdir Raupp MDB                   | Tomaz Correia MDB Cláudia Luchtenberg Muniz MDB                       | 151    | Rondônia, unidos somos fortes (MDB, PODE, PMN, PSC, PCdoB, PHS, PROS e PV)       | 80.370  | 5,95%      |
| Aluízio Vidal Flor REDE            | Márcio Reis Maia REDE Ivaneide Bandeira Cardozo REDE                  | 180    | Por uma Rondônia que queremos (REDE, PPS, e PRP)                                 | 51.917  | 3,84%      |
| Edésio Fernandes PRB               | Odacir Soares PRB Seleno Cândido da Silva PRB                         | 100    | Rondônia, esperança de um novo tempo (PSDB, DEM, PSD, PR, PRB e PATRI)           | 43.539  | 3,22%      |
| Fabrício Jurado NOVO               | Fernando Brisola de Almeida Bueno NOVO Alan Arais Lopes NOVO          | 300    | NOVO (sem coligação)                                                             | 34.770  | 2,57%      |
| Ted Wilson PRTB                    | Valdinei Pereira Gomes PRTB Leila Sueli Barros da Silva Ferreira PRTB | 280    | PRTB (sem coligação)                                                             | 13.091  | 0,97%      |
| João Bosco Costa PPS               | Francisco Marcos Neves de Araújo PRP Edson Silva PPS                  | 234    | Por uma Rondônia que queremos (REDE, PPS e PRP)                                  | 0       | 0,00%      |
| Tito Soares Paz PSTU               | Luiz Gustavo Oliveira da Silva PSTU Charles Nogueira Lopes PSTU       | 161    | PSTU (sem coligação)                                                             | 0       | 0,00%      |
| Fátima Cleide PT                   | Lhano Fernandes Adorno PT Dilene Maria Trevisol PSOL                  | 133    | Sem medo de ser feliz (PSOL e PT)                                                | 0       | 0,00%      |
| Paulo Sérgio Augusto da Silva PSTU | Márcio de Souza Martins PSTU Karen Fernandes dos Santos PSTU          | 167    | PSTU (sem coligação)                                                             | 0       | 0,00%      |
| Irailton de Souza PMB              | Alan Geórgio Araújo Bahia PMB Wagner Gonçalves Teixera PMB            | 350    | PMB (sem coligação)                                                              | 0       | 0,00%      |
| Josemir Dettoni PMB                | Verônica Paema da Silva PMB Maria Cristina Carelli PMB                | 351    | PMB (sem coligação)                                                              | 0       | 0,00%      |

## Deputados federais eleitos
São relacionados os candidatos eleitos com informações complementares da Câmara dos Deputados.
| Deputados federais eleitos | Partido | Votação | Percentual | Cidade onde nasceu  | Unidade federativa |
| Léo Moraes                 | PODE    | 69.565  | 8,88%      | Foz do Iguaçu       | Paraná             |
| Expedito Netto             | PSD     | 39.953  | 5,10%      | Porto Velho         | Rondônia           |
| Mariana Carvalho           | PSDB    | 38.776  | 4,95%      | São Paulo           | São Paulo          |
| Lucio Mosquini             | MDB     | 38.630  | 4,93%      | Rondonópolis        | Mato Grosso        |
| Jaqueline Cassol           | PP      | 34.193  | 4,37%      | São Miguel do Oeste | Santa Catarina     |
| Silvia Cristina            | PDT     | 33.038  | 4,22%      | Linhares            | Espírito Santo     |
| Mauro Nazif                | PSB     | 30.399  | 3,88%      | Barra do Piraí      | Rio de Janeiro     |
| Coronel Chrisóstomo        | PSL     | 28.344  | 3,62%      | Tefé                | Amazonas           |

## Pesquisas de opinião

### Governo do Estado

#### 1º turno
| Período da pesquisa | Instituto | Margem de erro | Candidato       | Candidato     | Candidato    | Candidato   | Candidato      | Candidato      | Candidato     | Candidato       | Candidato     | Brancos ou Nulos | Não sabe |
| Período da pesquisa | Instituto | Margem de erro | Expedito (PSDB) | Gurgacz (PDT) | Maurão (MDB) | Rocha (PSL) | Pimenta (PSOL) | Charlon (PRTB) | Miguel (REDE) | Nazareno (PSTU) | Queiroz (PMB) | Brancos ou Nulos | Não sabe |
| ------------------- | --------- | -------------- | --------------- | ------------- | ------------ | ----------- | -------------- | -------------- | ------------- | --------------- | ------------- | ---------------- | -------- |
| 16/08 a 21/08/2018  | Ibope     | ±3%            | 30%             | 15%           | 10%          | 4%          | 4%             | 3%             | 2%            | 1%              | 1%            | 20%              | 10%      |
| 14/09 a 16/09/2018  | Ibope     | ±3%            | 32%             | 14%           | 12%          | 4%          | 3%             | 3%             | 2%            | 1%              | 0%            | 16%              | 13%      |

### Senado Federal
Levando em conta que para o senado o eleitor irá votar duas vezes, as pesquisas possuem um universo de 200%
| Período da pesquisa | Instituto | Margem de erro | Candidato   | Candidato   | Candidato   | Candidato     | Candidato  | Candidato    | Candidato    | Candidato   | Candidato   | Candidato  | Candidato   | Candidato     | Candidato       | Candidato     | Candidato      | Candidato     | Brancos ou Nulos | Não sabe |
| Período da pesquisa | Instituto | Margem de erro | Moura (MDB) | Cleide (PT) | Raupp (MDB) | Rogério (DEM) | Magno (PP) | Edésio (PRB) | Vidal (REDE) | Pires (PSB) | Jaime (PSL) | Paz (PSTU) | Bosco (PPS) | Jurado (NOVO) | Cadillac (PSTU) | Wilson (PRTB) | Terrinha (PMB) | Dettoni (PMB) | Brancos ou Nulos | Não sabe |
| ------------------- | --------- | -------------- | ----------- | ----------- | ----------- | ------------- | ---------- | ------------ | ------------ | ----------- | ----------- | ---------- | ----------- | ------------- | --------------- | ------------- | -------------- | ------------- | ---------------- | -------- |
| 16/08 a 21/08/2018  | Ibope     | ±3%            | 34%         | 25%         | 21%         | 11%           | 10%        | 7%           | 6%           | 6%          | 3%          | 3%         | 2%          | 2%            | 2%              | 2%            | 2%             | 1%            | 36%              | 27%      |
| 14/09 a 19/09/2018  | Ibope     | ±3%            | 33%         | 16%         | 20%         | 13%           | 11%        | 5%           | 5%           | 8%          | 3%          | 1%         | 2%          | 1%            | 1%              | 1%            | 2%             | 1%            | 41%              | 36%      |